# Ralph Barton Perry
Ralph Barton Perry (Poultney, Vermont, 3 de julho de 1876 – Boston, Massachusetts, 22 de janeiro de 1957) foi um educador e filósofo americano, além disso, foi o líder da escola do novo realismo, na América filósofica pragmática, no decorrer da primeira metade do século XX.

## Biografia
Foi graduado em Princeton em 1896 e professor de filosofia em Harvard por 40 anos. Também, foi autor de uma biografia de William James pelo qual recebeu o Prémio Pulitzer de Biografia ou Autobiografia em 1936. Por algum tempo foi o presidente da Associação Filósofica Americana.